# André Frédéric Cournand
André Frédéric Cournand (París, França 1895 - Great Barrington, EUA 1988) fou un metge i professor universitari estatunidenc, d'origen francès, guardonat amb el Premi Nobel de Medicina o Fisiologia l'any 1956.

## Biografia
Va néixer el 24 de setembre de 1895 a la ciutat de París. Va estudiar medicina a la Universitat de París, però el 1930 abandonà el país i s'instal·là als Estats Units. L'any 1941 aconseguí la ciutadania nord-americana, i des de 1951 fou professor de cirurgia a la Universitat de Colúmbia.
Va morir el 19 de febrer de 1988 a la ciutat de Great Barrington, població situada a l'estat nord-americà de Massachusetts.

## Recerca científica
Les seves tècniques sobre el cateterisme cardíac va facilitar la diagnosi de cardiopaties congènites, motiu pel qual li fou concedit el Premi Nobel de Medicina o Fisiologia l'any 1956 juntament amb Werner Forssmann i Dickinson W. Richards.